# Culture dans la Marne

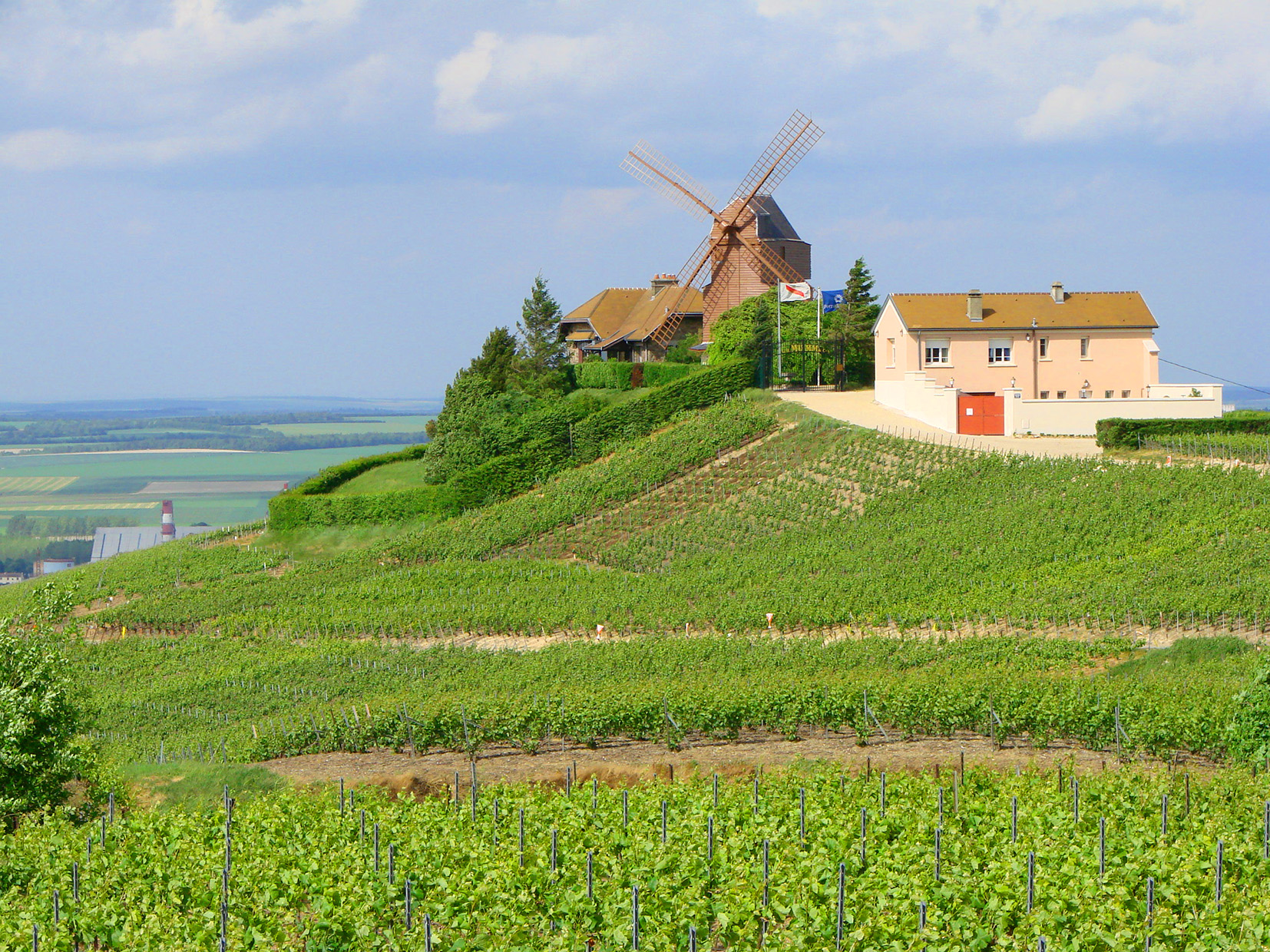
Le moulin de Verzenay.

La culture dans la Marne désigne tous les aspects d'ordre culturel présents dans ce département français.

## Langues locales
Le champenois est la langue régionale. Il existe également un patois marnais.

## Patrimoine

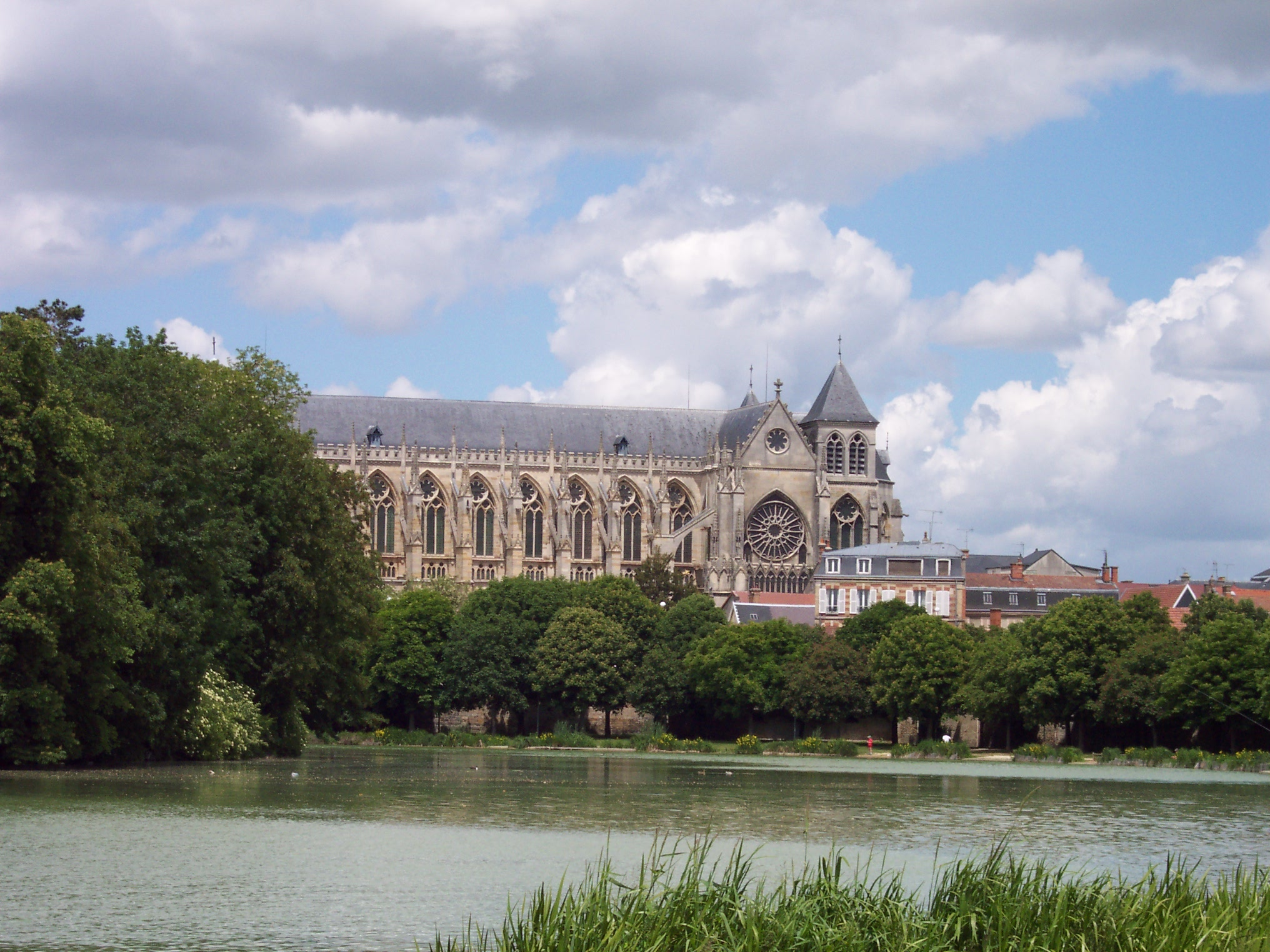
Cathédrale Saint-Étienne de Châlons-en-Champagne.

Le patrimoine naturel et culturel est important dans le département de la Marne. Sa préfecture Châlons-en-Champagne est classée Ville d'art et d'histoire et compte de nombreux musées. Le centre-ville est dominé par la cathédrale Saint-Étienne. La collégiale Notre-Dame-en-Vaux est inscrite au patrimoine mondial de l'UNESCO. Châlons-en-Champagne possède une nécropole nationale.

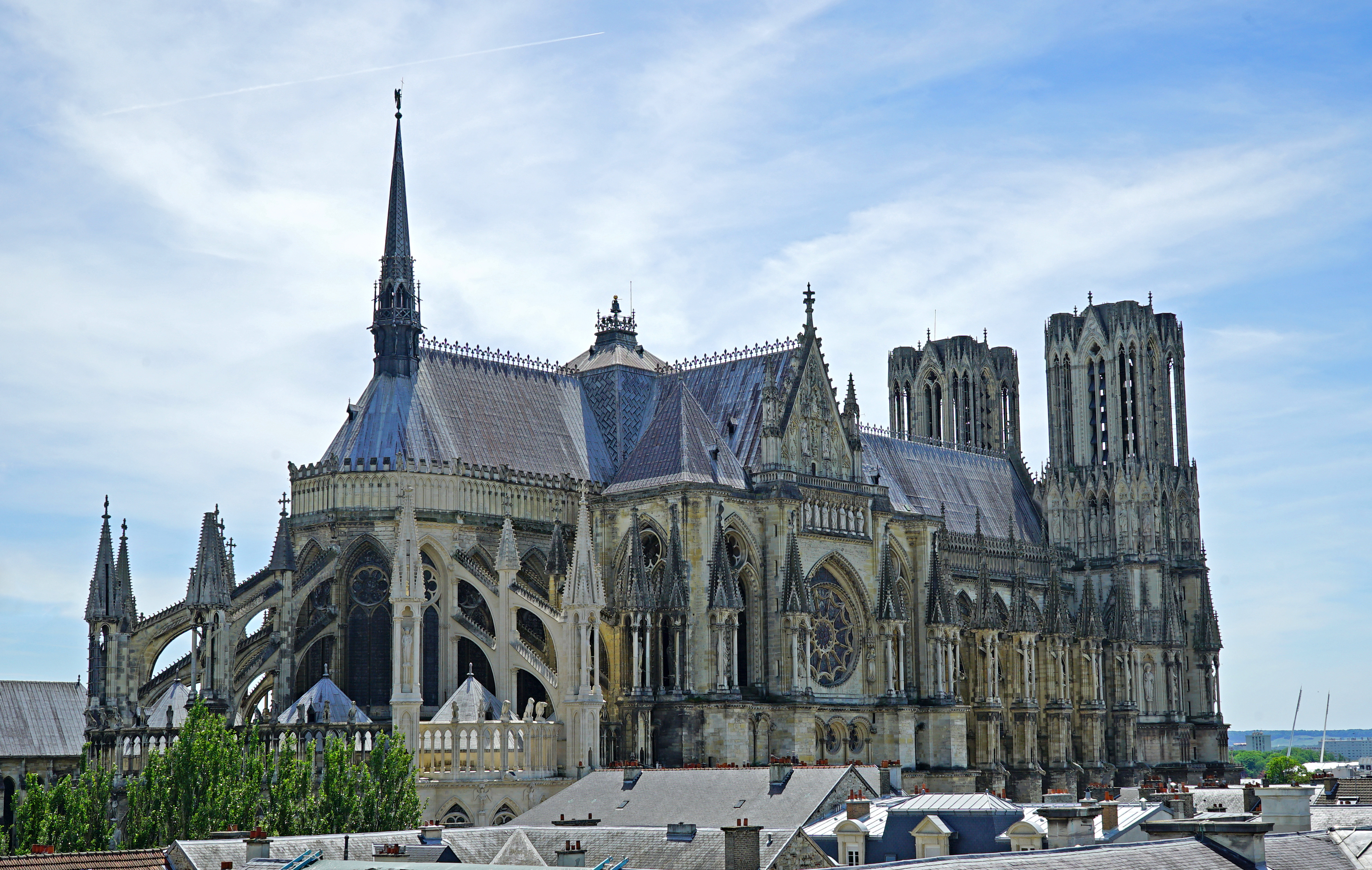
Cathédrale Notre-Dame de Reims.

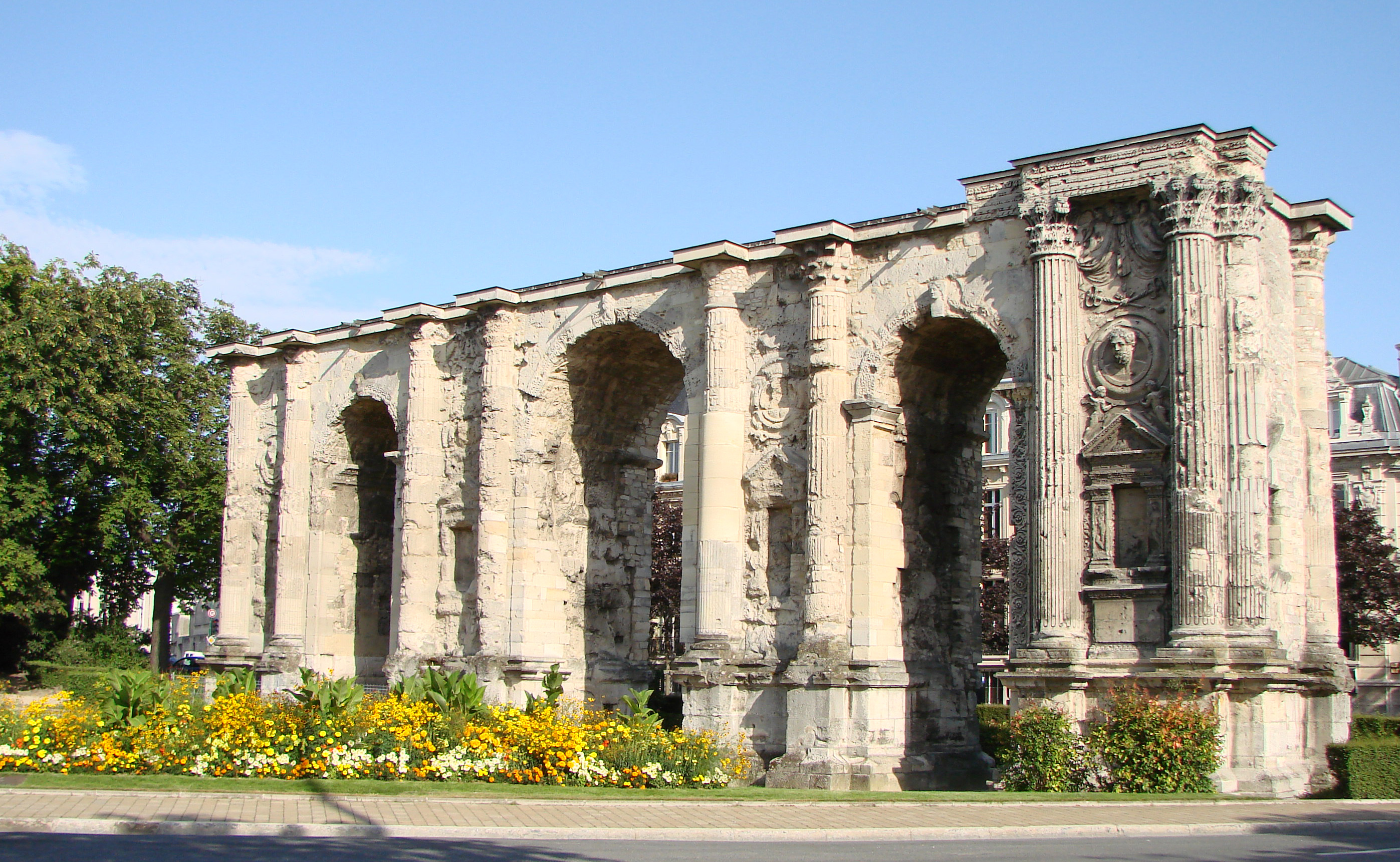
Porte de Mars à Reims.

Reims, la plus grande ville du département possède également un patrimoine culturel riche. Le monument le plus célèbre est la cathédrale Notre-Dame, où trente rois français se sont fait sacrer. À côté se trouve le Palais du Tau. Reims est également le lieu de la signature de l'armistice de mai 1945. La Porte de Mars témoigne de la présence gallo-romaine dans la Marne.
Le Vignoble de Champagne est inscrit depuis 2015 sur la liste du patrimoine mondial de l'UNESCO.

## Religion
Comme dans le reste de la France, les Marnais sont majoritairement catholiques.

## Gastronomie

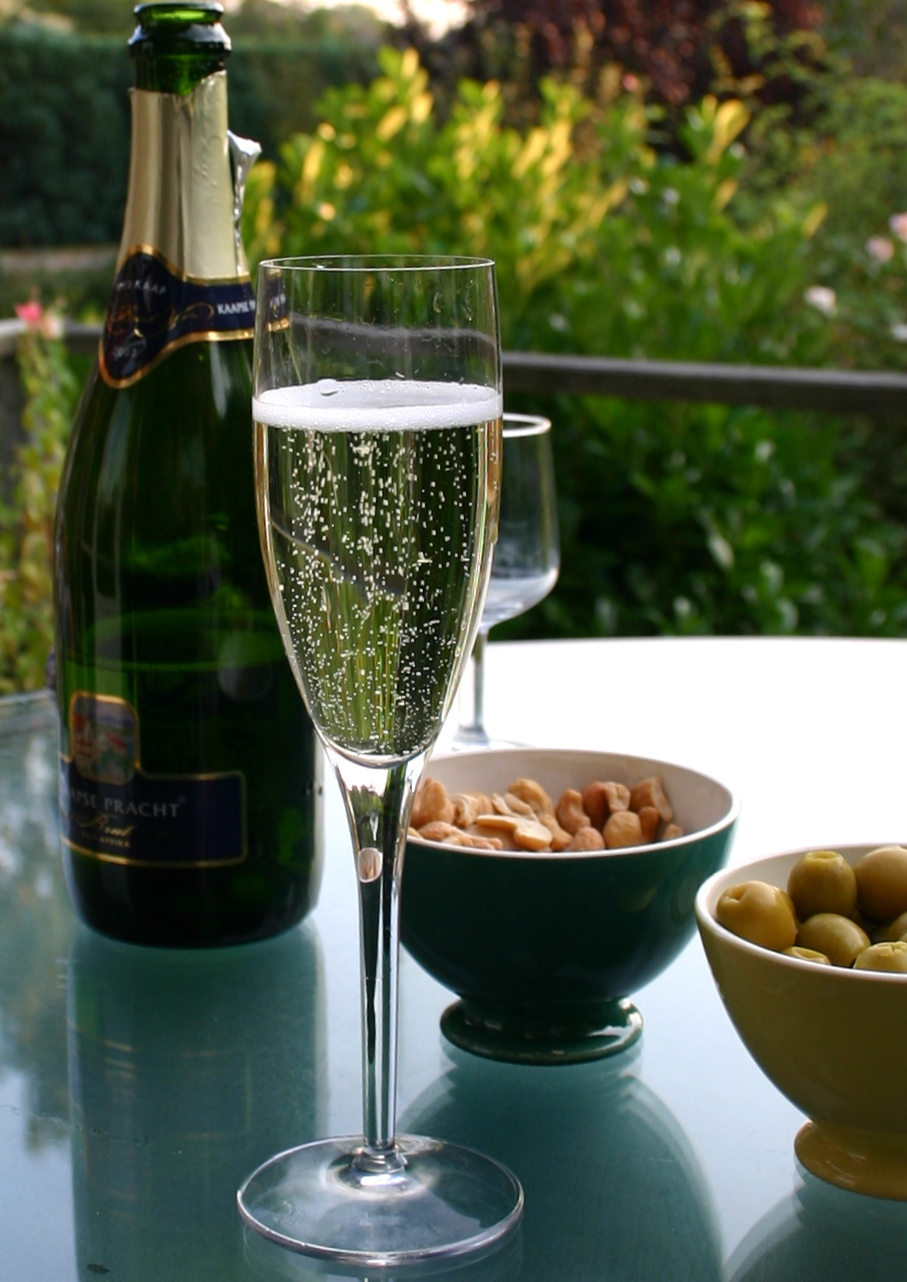
Bouteille et flûte de champagne.

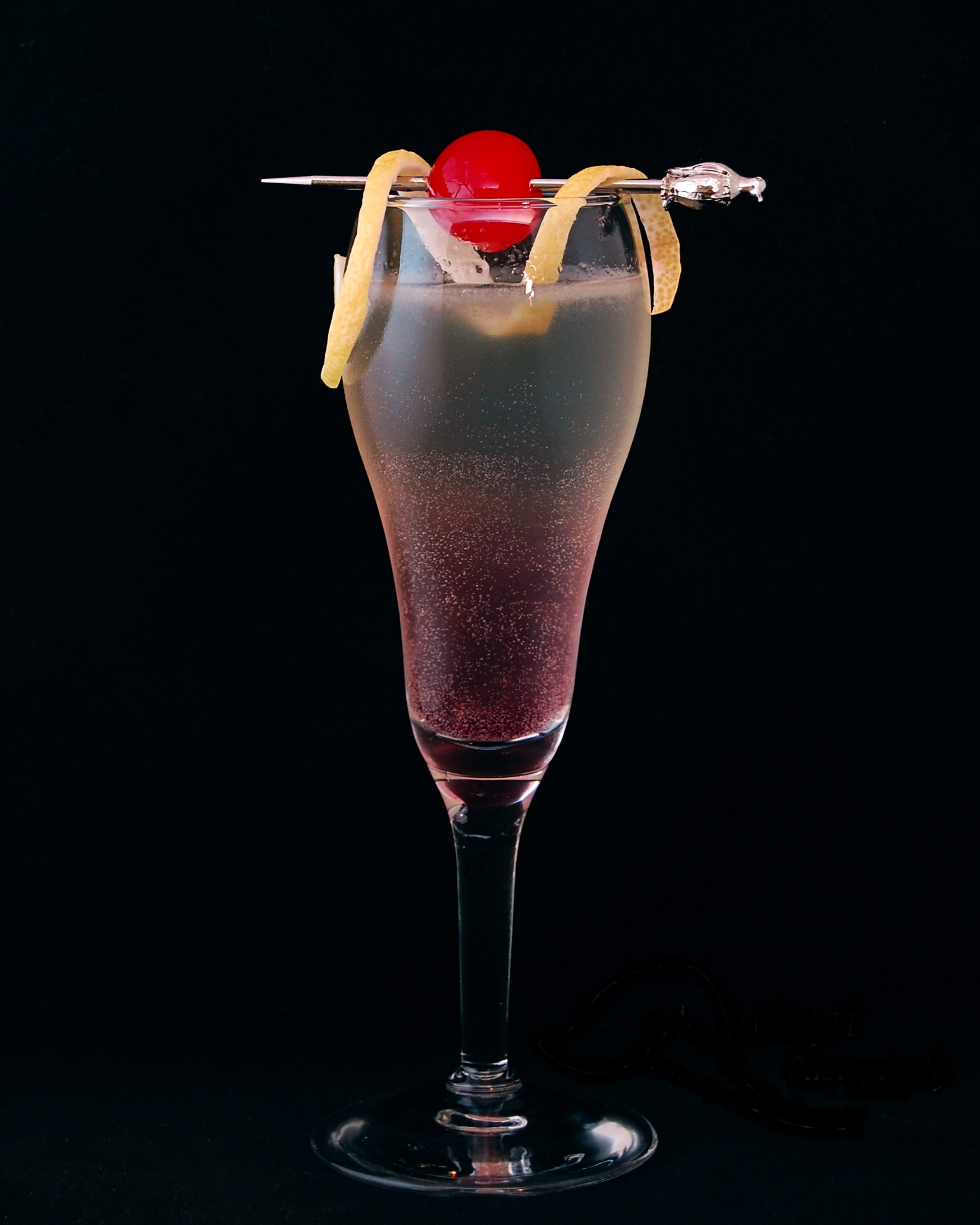
Soupe champenoise.

Le vin de Champagne est le produit le plus célèbre de la région. Le coteaux-champenois, un vin mousseux est également produit dans la Marne. La ville de Reims est célèbre pour ses biscuits roses, sa moutarde, son vinaigre, son pain d'épice et son jambon. La ville de Sainte-Menehould est connue pour ses pieds de porc.
Autres plats locaux :
- la potée champenoise
- la soupe champenoise
- le sabayon au champagne
- les huîtres chaudes au champagne

## Manifestations culturelles et festivités
Le festival Furies en juin Musiques d'Ici et d'Ailleurs en juillet à Châlons-en-Champagne, les fêtes Jehanne d'arc avec défilé et les Flâneries musicales à Reims. La Fête de la st-Vincent.

## Sport

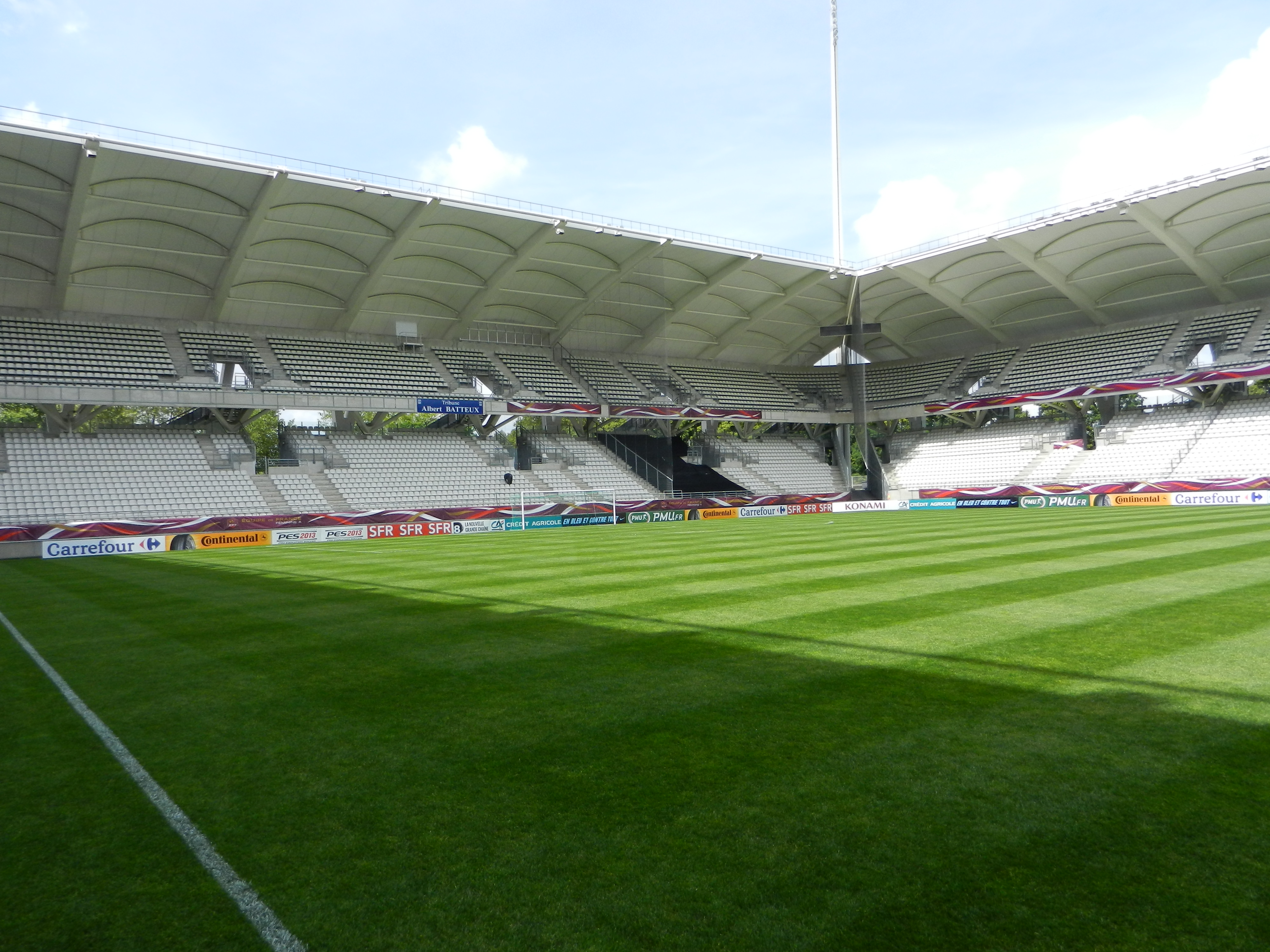
Stade Auguste-Delaune.

Le sport est assez développé dans la Marne. Reims est la première ville à être élue « ville la plus sportive de France ». Le Stade de Reims est un club de football évoluant actuellement en Ligue 1. Ses matches à domicile ont lieu au stade Auguste-Delaune. Le Champagne Châlons Reims Basket, club de Basket-ball Pro A ; le Reims Champagne hockey (Les Phénix) actuellement en Division 3 (après une faillite en 2015 alors qu'ils étaient en Division 1) à la patinoire Albert Ier ; les Régates Rémoises, un des principaux clubs d'aviron français, ainsi qu'en canoë-kayak, sport automobile, water polo, rugby à XV, golf, handball, baseball (cup's) et football américain (king's, Wildcats) . Reims est le berceau de l'hermétisme.